# Diario de un nómada
Diario de un nómada és un programa de televisió, emès per La 2 de Televisió espanyola des del 25 de gener de 2015.

## Format
Es tracta d'una sèrie documental, en la qual la que presentador i director, Miquel Silvestre recorre diferents llocs del món amb motocicleta.

## Antecedents
Miquel Silvestre, registrador de la propietat de professió, havia abandonat el seu treball per a recórrer el món amb moto i ell mateix va començar a penjar els vídeos dels seus recorreguts i peripècies a Youtube. Els directius de la cadena TVE van reparar en això, i li van proposar la realització de la sèrie de manera professional per a la seva posterior emissió per televisió.
TVE també ha emès els capítols que el conductor va pujar a Youtube, si bé no formen part de la sèrie:
| Número | Títol                      | País visitat               | Data d'emissió |
| ------ | -------------------------- | -------------------------- | -------------- |
| 24     | Egipte i Sudan             | Egipte, Sudan              | 2015-07-09     |
| 25     | Etiòpia i Kenya            | Etiòpia, Kenya             | 2015-07-19     |
| 26     | l'Índia i Nepal            | Índia, Nepal               | 2015-07-26     |
| 27     | Nepal, Tailàndia, Malàisia | Nepal, Tailàndia, Malàisia | 2015-08-02     |
| 28     | Sumatra i Java             | Indonèsia                  | 2015-08-09     |
| 29     | Borneo i Filipines         | Indonèsia, Filipines       | 2015-08-16     |
| 30     | Canadà                     | Canadà                     | 2015-08-23     |

## Premis i guardonis
- Premis Gredos[4]
- Certificat BIOSPHERE[5]
- Premis Zapping[6] edición XXV[7]

## Temporades
| Temporada | Títol                          | Estrena                          | Episodis |
| --------- | ------------------------------ | -------------------------------- | -------- |
| 1         | América                        | 25 de gener de 2015              | 13       |
| 2         | Ruta 66                        | 26 d'abril de 2015               | 10       |
| 3         | Operación Ararat               | 13 de març de 2016               | 14       |
| 4         | Destino Dakar                  | 18 de setembre de 2016           | 13       |
| 5         | La Espanya vacía               | 9 de juliol de 2017              | 7        |
| 6         | Operación Plaza Roja           | 12 de novembre de 2017           | 13       |
| 7         | Ruta de la Seda                | 13 de maig de 2018               | 13       |
| 8         | Carreteras Extremas I          | 13 de gener de 2019              | 13       |
| 9         | Carreteras Extremas II         | 6 d'octubre de 2019              | 13       |
| 10        | Las huellas del Gengis Khan    | 19 de gener de 2020              | 12       |
| 11        | Las huellas del Gengis Khan II | 4 d'octubre de 2020 (en Emissió) | 12       |

## Capítols
| Número | Títol                                                        | País visitat                  | Data d'emissió |
| ------ | ------------------------------------------------------------ | ----------------------------- | -------------- |
| 01     | La conquista de los Andes                                    | Xile                          | 2015-01-25     |
| 02     | El martirio de Pedro de Valdivia                             | Argentina, Xile               | 2015-02-01     |
| 03     | Ruta 40 de Argentina, Península Valdés y Puerto San Julián   | Argentina                     | 2015-02-08     |
| 04     | Viaje al Estrecho de Magallanes y visita a Puerto del Hambre | Argentina, Xile               | 2015-02-15     |
| 05     | El estuario de los caníbales                                 | Argentina                     | 2015-02-22     |
| 06     | Cataratas de libertad                                        | Argentina                     | 2015-03-01     |
| 07     | En busca del Cerro Rico                                      | Paraguai, Bolívia             | 2015-03-08     |
| 08     | La fuga de Monroy                                            | Bolívia, Xile                 | 2015-03-15     |
| 09     | El camino de los Incas (I)                                   | Perú                          | 2015-03-22     |
| 10     | El camino de los Incas (II)                                  | Perú                          | 2015-03-29     |
| 11     | En busca del país de la Canela                               | Equador                       | 2015-04-05     |
| 12     | En Busca del Dorado                                          | Colòmbia                      | 2015-04-12     |
| 13     | El descubrimiento del Pacífico                               | Panamà                        | 2015-04-19     |
| 14     | San Francisco                                                | Estats Units (Califòrnia)     | 2015-04-26     |
| 15     | Death Valley National Park                                   | Estats Units (Califòrnia)     | 2015-05-03     |
| 16     | De la Ruta 66 al Gran Cañón                                  | Estats Units (Arizona)        | 2015-05-10     |
| 17     | Nou Mèxic                                                    | Estats Units (Nou Mèxic)      | 2015-05-17     |
| 18     | Santa Fe                                                     | Estats Units (Nou Mèxic)      | 2015-05-25     |
| 19     | Mèxic                                                        | Mèxic                         | 2015-05-31     |
| 20     | Guanajato con Teo Romera "Mr Hicks 46"                       | Mèxic                         | 2015-06-07     |
| 21     | Tequila y peajes                                             | Mèxic                         | 2015-06-14     |
| 22     | Hotel Califòrnia                                             | Mèxic                         | 2015-06-21     |
| 23     | Despedida en Tijuana                                         | Mèxic                         | 2015-06-28     |
| 24     | Operación Ararat. Los preparativos                           | -                             | 2016-03-13     |
| 25     | Boris de Andorra y los españoles de Beziers                  | Andorra, França               | 2016-03-20     |
| 26     | De la bodega al infierno                                     | França                        | 2016-03-27     |
| 27     | La tumba del último Borbón                                   | Itàlia, Eslovènia             | 2016-04-03     |
| 28     | La plaza d'Espanya en Bosnia                                 | Croàcia, Bòsnia-Herzegovina   | 2016-04-10     |
| 29     | El tercio viejo de Sarmiento                                 | Bòsnia-Herzegovina            | 2016-04-17     |
| 30     | Surrealismo en Albania                                       | Montenegro, Albània           | 2016-04-24     |
| 31     | Viaje desde Albania a Macedonia (sin fruta)                  | Albània, Macedònia            | 2016-05-01     |
| 32     | Ensalada griega                                              | Grècia                        | 2016-05-08     |
| 33     | Capadocia                                                    | Turquia                       | 2016-05-15     |
| 34     | Anatolia Central                                             | Turquia                       | 2016-05-22     |
| 35     | Un pajar en el teatro                                        | Turquia                       | 2016-05-29     |
| 36     | Georgia                                                      | Geòrgia                       | 2016-06-05     |
| 37     | Ararat                                                       | Armènia                       | 2016-06-12     |
| 38     | Destino Dakar: Preparativos                                  | Espanya                       | 2016-09-18     |
| 39     | De Madrid a Sevilla                                          | Espanya                       | 2016-09-25     |
| 40     | De Sevilla a Tetuán                                          | Marroc                        | 2016-10-02     |
| 41     | De Tetuán a Melilla                                          | Marroc, Espanya               | 2016-10-09     |
| 42     | De Melilla a Merzuga                                         | Espanya, Marroc               | 2016-10-16     |
| 43     | De Merzuga a Ouarzazate                                      | Marroc                        | 2016-10-23     |
| 44     | De Ouarzazate a Essaouira                                    | Marroc                        | 2016-10-30     |
| 45     | De Sidi Ifni a Tarfaya                                       | Marroc                        | 2016-11-06     |
| 46     | De Tarfaya a Villa Cisneros                                  | Marroc - Sàhara Occidental -  | 2016-11-13     |
| 47     | Villa Cisneros                                               | Sàhara Occidental             | 2016-11-20     |
| 48     | De Villa Cisneros a Nuakchot                                 | Sàhara Occidental, Mauritània | 2016-11-27     |
| 49     | De Nuakchot a San Luis                                       | Mauritània, Senegal           | 2016-12-04     |
| 50     | Final en Dakar                                               | Senegal, Mauritània           | 2016-12-11     |
| 51     | Valencia                                                     | Espanya                       | 2017-07-09     |
| 51     | Almeria                                                      | Espanya                       | 2017-07-16     |
| 52     | Talavera                                                     | Espanya                       | 2017-07-23     |
| 53     | Orense                                                       | Espanya                       | 2017-07-30     |
| 54     | Torremolinos I                                               | Espanya                       | 2017-08-06     |
| 55     | Torremolinos II                                              | Espanya                       | 2017-08-13     |
| 56     | Cuenca                                                       | Espanya                       | 2017-08-20     |
| 57     | Viena:Puerta del telón de acero                              | Àustria                       | 2017-11-12     |
| 58     | La historia del español bueno                                | Hongria                       | 2017-11-19     |
| 59     | La gran llanura panónica                                     | Hongria                       | 2017-11-26     |
| 60     | Escalada de terror en Transilvania                           | Romania                       | 2017-12-03     |
| 61     | Bucovina: La joya escondida                                  | Romania                       | 2017-12-10     |
| 62     | Transnitria: El tozudo país inexistente                      | Moldàvia                      | 2017-12-17     |
| 63     | Comiendo con mosquitos y caviar                              | Astrakhan                     | 2018-05-01     |
| 64     | Kazakhstan el reino de los baches                            | Astrakhan                     | 2018-05-20     |
| 65     | La infinita estepa                                           | Kazakhstan                    | 2018-05-27     |
| 66     | Desierto de Kyzyl Kum                                        | Uzbekistan                    | 2018-06-03     |
| 67     | Navegando un mar que ya no existe                            | Uzbekistan                    | 2018-06-10     |
| 68     | La ciudad joya de Khiva                                      | Khiva                         | 2018-06-17     |
| 69     | Bujará, la joya de la ruta de la seda                        | Bukhara                       | 2018-06-24     |
| 70     | Accidente en Uzbekistán                                      | Samarkanda                    | 2018-07-01     |
| 71     | De Samarkanda a las estrellas                                | Samarkand                     | 2018-07-08     |
| 72     | Valle de Ferganá                                             | Vall de Fergana               | 2018-07-15     |
| 73     | Kirguistán, del valle a la montaña                           | Kirguizstan                   | 2018-07-22     |
| 74     | Paraíso e infierno                                           | Bixkek                        | 2018-07-29     |
| 75     | Vuelta a casa                                                | Bixkek                        | 2018-08-05     |
| 76     | Los preparativos                                             | Espanya                       | 2019-01-13     |
| 77     | Cruzando las columnas de Hércules                            | Espanya                       | 2019-01-20     |
| 78     | Recordando viaje a Cabo Norte                                | Espanya                       | 2019-01-27     |
| 79     | Regresando a Asia Central                                    | Kirguizstan                   | 2019-01-03     |
| 80     | El túnel más peligroso del mundo                             | Gorno Bakdasjan               | 2019-02-10     |
| 81     | Dusambé, la ciudad que era lunes                             | Duixanbe                      | 2019-02-17     |
| 82     | Frontera entre civilización y barbarie                       | Afganistán                    | 2019-02-24     |
| 83     | Las niñas libres de Tayikistán                               | Korok                         | 2019-03-03     |
| 84     | Tayikistán el país de los milagros                           | Tadjikistan                   | 2019-03-10     |
| 85     | El Pamir                                                     | Murqhab                       | 2019-03-17     |
| 86     | Más Pamir                                                    | Bixkek                        | 2019-03-24     |
| 87     | Cerrando el círculo                                          | Sary Tash                     | 2019-03-31     |
| 88     | Un nuevo hasta la vista                                      | Bixkek                        | 2019-04-07     |
| 89     | Cruzando las columnas de Hércules                            | Espanya                       | 2019-10-06     |
| 90     | Carretera R307 (1ª parte)                                    | Espanya                       | 2019-10-13     |
| 91     | Carretera R307 (2ª parte)                                    | Megdaz                        | 2019-10-20     |
| 92     | Las gargantas del Dadès                                      | Skoura                        | 2019-10-27     |
| 93     | Rompiendo la cuarta pared                                    | Tànger                        | 2019-11-03     |
| 94     | La carretera de los Trolls                                   | Noruega                       | 2019-11-10     |
| 95     | La carretera del Océano Atlántico                            | Steinkjer                     | 2019-11-17     |
| 96     | La carretera sangrienta                                      | Cercle Polar Àrtic            | 2019-11-24     |
| 97     | La española adicta a los inviernos                           | Cap Nord                      | 2019-12-01     |
| 98     | Llegada a Cabo Norte                                         | Cap Nord                      | 2019-12-08     |
| 99     | Operación Iriki                                              | Espanya                       | 2019-12-15     |
| 100    | La interminable                                              | Dunes d’Erg Chebb             | 2019-12-22     |
| 101    | Lago Iriki                                                   | Marroc                        | 2019-12-29     |
| 102    | Recuperando la gorda                                         | Espanya                       | 2020-01-19     |
| 103    | Conociendo a Gagharin en Kirguistán                          | Kirguizstan                   | 2020-01-26     |
| 104    | De Caracol a Kazakhstan                                      | Kazakhstan                    | 2020-02-02     |
| 105    | Por el sur de Kazakhstan                                     | Kazakhstan                    | 2020-02-09     |
| 106    | Almati ciudad padre de las manzanas                          | Almati                        | 2020-02-16     |
| 107    | Navegando por la estepa de Kazakhstan                        | Kazakhstan                    | 2020-02-23     |
| 108    | Semey, la ciudad nuclear                                     | Kazakhstan                    | 2020-03-01     |
| 109    | Semey                                                        | Kazakhstan                    | 2020-03-08     |
| 110    | De Semey a Siberia                                           | Kazakhstan                    | 2020-03-15     |
| 111    | ¿Qué rutas no puedes dejar de hacer?                         | Espanya                       | 2020-03-17     |
| 112    | De Barnaul al Altair ruso                                    | Barnaul                       | 2020-03-22     |
| 113    | La Chuya Highway de Altair                                   | Altai rus                     | 2020-03-29     |
| 114    | Catástrofe a las puertas de Mongòlia                         | Altai rus                     | 2020-04-05     |
| 115    | La caótica frontera de Mongòlia                              | Mongòlia                      | 2020-10-04     |
| 116    | Concierto familiar en Mongòlia                               | Mongòlia                      | 2020-10-11     |
| 117    | Las atroces carreteras de Mongòlia                           | Mongòlia                      | 2020-10-18     |
| 118    | El hotel fantasma de Mongòlia                                | Mongòlia                      | 2020-10-25     |
| 119    | Acampando en la estepa de Mongòlia                           | Mongòlia                      | 2020-11-01     |
| 120    | Navegando la infernal estepa de Mongòlia                     | Mongòlia                      | 2020-11-08     |
| 121    | En busca del maldito asfalto                                 | Mongòlia                      | 2020-11-15     |
| 122    | Conociendo el budismo de Mongòlia                            | Mongòlia                      | 2020-11-22     |